# 막돼먹은 영애씨 1
《막돼먹은 영애씨 1》은 tvN에서 2007년 4월 20일부터 2007년 8월 3일까지 방영했으며, 《막돼먹은 영애씨》 시리즈 중 첫 번째 드라마다.

## 소개
대한민국 평균 여성 이영애의 고군분투 이야기

## 등장 인물

### 영애네 가족
- 김현숙 : 이영애(30세) 역 - 아름다운 사람들 디자이너
- 정다혜 : 이영채(23세) 역 - 동생(둘째), 체육교육과 3학년
- 박상진 : 이영민(19세) 역 - 동생(막내), 고등학교 3학년
- 송민형 : 이귀현(59세) 역 - 아버지, 영어교사 은퇴
- 김정하 : 김정아(54세) 역 - 어머니, 가정주부

### 영애네 사무실
- 유형관 : 유형관(43세) 역 - 아름다운 사람들 사장, 기러기아빠
- 윤서현 : 윤서현(34세) 역 - 아름다운 사람들 영업과장, 미혼, 사장과 대학동문이자 같은 군부대 출신
- 임서연 : 변지원(30세) 역 - 아름다운 사람들 디자이너, 이혼녀, 영애와 대학동기이자 절친한 친구
- 최원준 : 최원준(26세) 역 - 아름다운 사람들 낙하산 신입사원, 최대 광고주 최가네 보쌈집 아들, 별칭 도련님

### 주변 인물
- 마준오 : 마준오 역 - 영채의 남자친구, 공무원 취업 준비생
- 김나영 : 김나영(23세) 역 - 대학생, 영채의 친구, 혁규의 여동생
- 고세원 : 김혁규 역 - 나영의 오빠

### 그 외
- 최지호 : 최지호 역 - 영채가 모르고 만났던 유부남
- 오경수 : 오경수 역 - 영애의 맞선남
- 강미 : 영애네 고모 역
- 김치국 : 김치국 역 - 영애의 대학 선배이자 첫사랑
- 장영주 : 목포 언니 역
- 구본석 : 고깃집 사장 역

## 회차별 부제
| 2007년 | 2007년   | 2007년                              |
| 회차   | 방송일자 | 부제                                |
| ------ | -------- | ----------------------------------- |
| 제1회  | 4월 20일 | 아름다운 사람들                     |
| 제2회  | 4월 27일 | 내게 강 같은 평화                   |
| 제3회  | 5월 4일  | 여자로 사는거 참 치사해!            |
| 제4회  | 5월 11일 | 내가 사는 게 사는 게 아니야         |
| 제5회  | 5월 18일 | 산에는 꽃이 피네                    |
| 제6회  | 5월 25일 | 달콤 쌉싸래 했던 첫사랑이여...      |
| 제7회  | 6월 1일  | 몰카, 비키니 그리고 토요일          |
| 제8회  | 6월 8일  | 우리는 아무도 어른을 꿈꾸지 않았다. |
| 제9회  | 6월 15일 | 나이는 숫자에 불과...합니까?        |
| 제10회 | 6월 22일 | 누가 영애에게 침을 뱉으랴           |
| 제11회 | 6월 29일 | 원나잇 스트레스?                    |
| 제12회 | 7월 6일  | 웃으며 안녕...은 개뿔!              |
| 제13회 | 7월 13일 | 미안하다 배고프다                   |
| 제14회 | 7월 20일 | 그대, 불만 질러놓고 이러기요?       |
| 제15회 | 7월 27일 | 더 주세요, 맛있는 입술!!            |
| 제16회 | 8월 3일  | 또 다른 시작을 위한 엔딩            |